# Бережний Костянтин Тимофійович
Костянти́н Тимофі́йович Бережни́й (рос. Константин Тимофеевич Бережной, 1891 — після 1945) — російський режисер, який на початку 1920-х років працював у Державному українському драматичному театрі ім. Т. Шевченка.

## Режисерська діяльність

### в Росії
1906 — актор в Новому Василеострівному театрі Санкт-Петербурга.
З 1909 — режисер в Новому драматичному театрі Петербурга, де в 1910 поставив п'єсу «Диваки» М. Горького.
1912 року в Казані поставив «Живий труп» Л. Толстого.
1928 — режисер Іркутського драматичного театру..
В Тамбовському обласному драмтеатрі поставив п'єси: «Господиня готелю» Карло Ґольдоні, «Весілля Фігаро» за Бомарше, «Молодша сестра» Володіна.
Працював також в Тульському театрі ім. Горького (1927—1928).
З 1930 — в Архангельському театрі, де 1933 року поставив «Єгора Буличова».
1939 — в Таганрозькому драмтеатрі ім. Чехова.
З 1945 року — режисер Березниківського драмтеатру Пермської області.

### в Україні
З 1916 року здійснював постановки в антрепризі — Г. С. Буніна і М. К. Максіна, які йшли в Київському театрі «Пел-Мел».
1919 року працював головним режисером Чернігівського радянського театру. Серед постановок: «Ревізор» Гоголя, «Привиди» Ібсена, п'єса Верхарна «Зорі», постановка «Життя людини» Л. Андреєва.
На початку 1920-х працював у Першому театрі Української Радянської Республіки імені Шевченка, де поставив п'єсу «Мораль пані Дульської» Г. Запольської з Ганною Мещерською і Василем Васильком в головних ролях. Наступними його постановками в цьому театрі були драми Лесі Українки «Адвокат Мартіан» (в головних ролях Рита Нещадименко і Іван Мар'яненко) та «Оргія», які йшли в один вечір. Також відзначалась його постановка «Північних велетнів» Генріка Ібсена у співпраці з художником Анатолієм Петрицьким. Згодом працював режисером у Полтавському театрі української драми імені І. П. Котляревського.
Здійснював постановки в Одеському українському муздрамтеатрі (1925).